# Растяжение (геометрия)

Пример растяжения пятиугольника в десятиугольник путём движения рёбер от центра и вставки новых рёбер в получившиеся разрывы. Растяжение является однородным, если все рёбра имеют один и тот же размер.

Анимация растяжения куба (и октаэдра)

Растяжение — операция над многогранником (в любой размерности, не только в трёхмерном пространстве), при которой фасеты отделяются и передвигаются радиально в направлении от центра, новые фасеты образуются на разделённых элементах (вершинах, рёбрах и т.д.). Эти же операции можно понимать как операции, сохраняющие фасеты на месте, но уменьшающие их в размерах.
Под политопом понимается многомерный многогранник и далее в статье эти понятия употребляются как синонимы (слово «многомерный» может быть опущено, если оно предполагается по смыслу).
Растяжение правильного многомерного многогранника образует однородный политоп, но операция может быть применена к любому выпуклому политопу, как продемонстрировано для многогранников в статье «Нотация Конвея для многогранников». В случае трёхмерных многогранников растянутый многогранник имеет все грани исходного многогранника, все грани двойственного многогранника и дополнительные квадратные грани на месте исходных рёбер.

## Растяжение правильных политопов
Согласно Коксетеру, это термин для многомерных тел был определён Алишией Буль Стотт для создания новых многомерных многогранников. Точнее, для создания однородных многомерных многогранников из правильных многомерных многогранников.
Операция растяжения симметрична для правильных политопов и им двойственных многогранников. Получающееся тело содержит фасеты как правильного многогранника, так и двойственного ему многогранника, а также дополнительные призматические фасеты, заполняющие пространство между элементами меньшей размерности.
Растяжение до некоторой степени имеет различное значение для разных размерностей.  В построении Витхоффа растяжение генерируется отражением от первого и последнего зеркала. В более высоких размерностях растяжение может быть записано с помощью (нижнего) индекса, так что e2 — это то же самое, что и t0,2 в любой размерности.
Замечание: Названия операций над многогранниками в русскоязычной литературе не устоялись, так что ниже даны английские названия с переводом.
По размерностям:
- Правильный {p} многоугольник растягивается в правильный 2p-угольник. 
  - Для многоугольников операция идентична операции усечения, e{p} = e1{p} = t0,1{p} = t{p} и имеет диаграмму Коксетера — Дынкина .
- Правильный {p,q} многогранник (3-мерный политоп) растягивается в многогранник с вершинную фигуру p.4.q.4.
  - Для многогранников эта операция носит название «cantellation» (скашивание), e{p,q} = e2{p,q} = t0,2{p,q} = rr{p,q}, и операция имеет диаграмму Коксетера .

Например, ромбокубооктаэдр может быть назван растянутым кубом, растянутым октаэдром, а также скошенным кубом или  скошенным октаэдром.
- Правильный {p,q,r} четырёхмерный многогранник (4-политоп) растягивается в новый 4-мерный политоп с теми же {p,q} ячейками, новые ячейки {r,q} образуются на месте старых вершин, p-угольные призмы образуются на месте старых (2-мерных) граней и r-угольные призмы на месте старых рёбер. 
  - Для 4-мерных многогранников эта операция носит название «runcination»[англ.] (обстругивание), e{p,q,r} = e3{p,q,r} = t0,3{p,q,r}, и операция имеет диаграмму Коксетера .
- Подобным же образом правильный {p,q,r,s} пятимерный многогранник растягивается в новый 5-мерный политоп с фасетами {p,q,r}, {s,r,q}, призмами[англ.] {p,q}×{ }, призмами {s,r}×{ } и дуопризмами {p}×{s}. 
  - Операция называется «sterication»[англ.] (обрубание), e{p,q,r,s} = e4{p,q,r,s} = t0,4{p,q,r,s} = 2r2r{p,q,r,s} и операция имеет диаграмму Коксетера .

Общая операция растяжения правильного n-мерного многогранника — t0,n-1{p,q,r,...}. Новые правильные фасеты добавляются на место каждой вершины и новые призматические политопы добавляются для каждого разделённого ребра, (двумерной) грани и т.д..